# 约翰·安诺生
约翰·安诺生（丹麥語：Johan Andersen，1920年1月24日—2003年5月7日），丹麦男子皮划艇运动员。他曾代表丹麦参加1948年夏季奥林匹克运动会皮划艇比赛，获得男子单人皮艇1000米银牌。